# Campeonato Europeu de Atletismo em Pista Coberta de 2019 - Salto em distância feminino

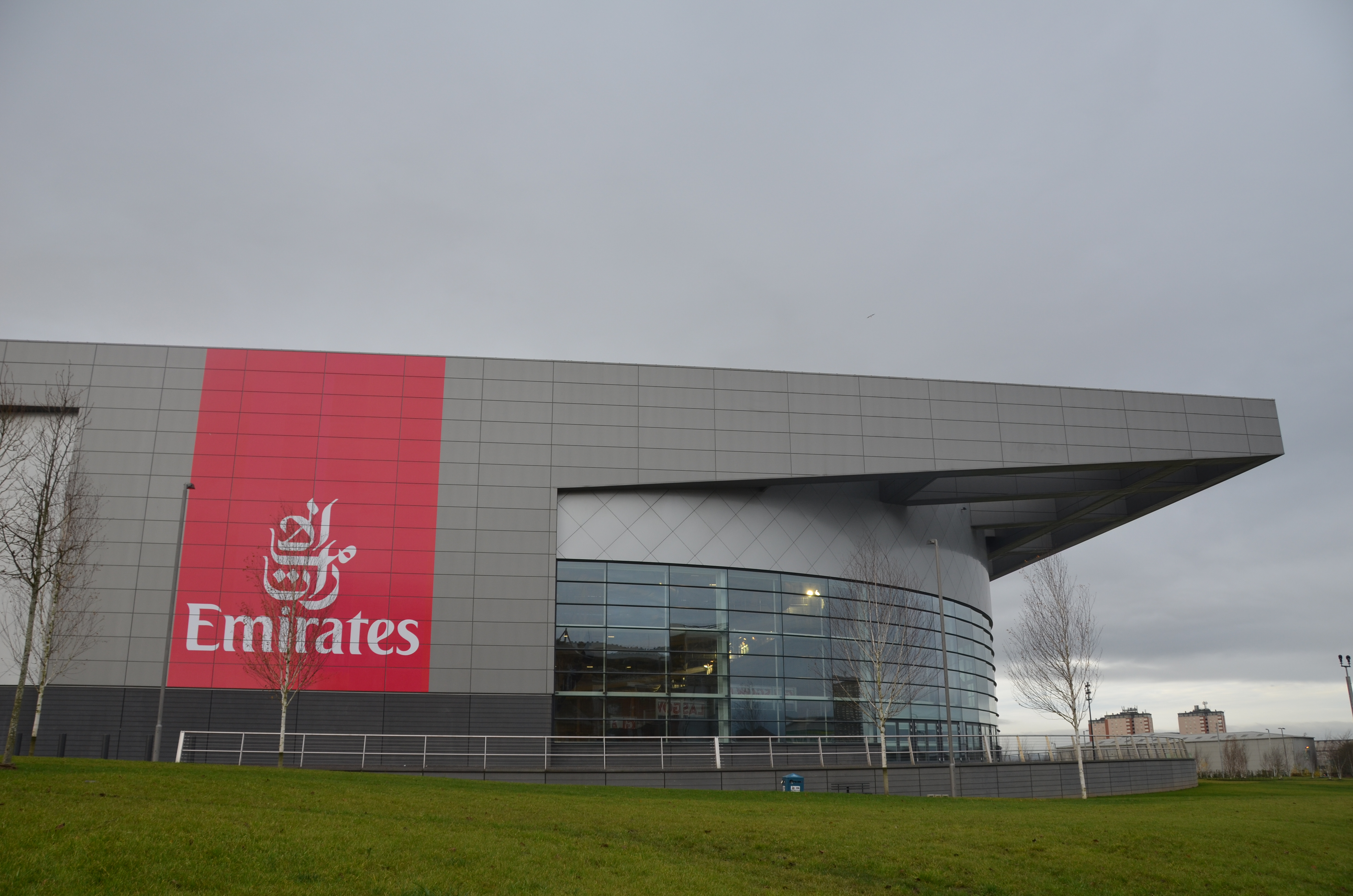
Imagem do estádio Emirates Arena sede da Final do Salto em distância feminino de 2019

A prova do salto em distância feminino do Campeonato Europeu de Atletismo em Pista Coberta de 2019 foi disputada entre os dias  2 e 3 de março de 2019 na Emirates Arena, em Glasgow, no Reino Unido. 

## Recordes
Antes desta competição, os recordes mundiais e do campeonato nesta prova eram os seguintes:
|                       | Nome            | Nacionalidade     | Distância | Local     | Data                    |
| --------------------- | --------------- | ----------------- | --------- | --------- | ----------------------- |
| Recorde mundial       | Heike Drechsler | Alemanha Oriental | 7m 37cm   | Viena     | 13 de fevereiro de 1988 |
| Recorde do campeonato | Heike Drechsler | Alemanha Oriental | 7m 30cm   | Budapeste | 5 de março de 1988      |
| Recorde europeu       | Heike Drechsler | Alemanha Oriental | 7m 37cm   | Viena     | 13 de fevereiro de 1988 |

## Medalhistas
| Ouro                 | Prata                             | Bronze                      |
| Ivana Španović (SRB) | Nastassia Mironchyk-Ivanova (BLR) | Maryna Bekh-Romanchuk (UKR) |

## Cronograma
Todos os horários são locais (UTC+0).
| Data       | Hora  | Evento       |
| ---------- | ----- | ------------ |
| 2 de março | 10:00 | Qualificação |
| 3 de março | 18:00 | Final        |

## Resultados

### Qualificação
Qualificação: 6,65 m (Q) ou os 8 melhores qualificados (q).
| Posição | Atleta                      | Nacionalidade | #1   | #2   | #3   | Resultados | Notas |
| ------- | --------------------------- | ------------- | ---- | ---- | ---- | ---------- | ----- |
| 1       | Ivana Španović              | Sérvia        | 6.79 |      |      | 6.79       | Q     |
| 2       | Maryna Bekh-Romanchuk       | Ucrânia       | 6.57 | 6.78 |      | 6.78       | Q     |
| 3       | Nastassia Mironchyk-Ivanova | Bielorrússia  | 6.77 |      |      | 6.77       | Q,    |
| 4       | Malaika Mihambo             | Alemanha      | 6.74 |      |      | 6.74       | Q     |
| 5       | Tania Vicenzino             | Itália        | 6.51 | 6.68 |      | 6.68       | Q,    |
| 6       | Alina Rotaru                | Roménia       | 6.45 | 6.66 |      | 6.66       | Q     |
| 7       | Florentina Costina Iușco    | Roménia       | 6.52 | 6.45 | –    | 6.52       | q,    |
| 8       | Abigail Irozuru             | Grã-Bretanha  | 6.45 | 6.32 | 6.50 | 6.50       | q     |
| 9       | Fátima Diame                | Espanha       | 6.25 | x    | 6.46 | 6.46       |       |
| 10      | Māra Grīva                  | Letônia       | 6.37 | x    | 6.41 | 6.41       | =     |
| 11      | Milica Gardašević           | Sérvia        | 6.30 | x    | 6.41 | 6.41       |       |
| 12      | Laura Strati                | Itália        | 6.35 | x    | 6.40 | 6.40       |       |
| 13      | Éloyse Lesueur-Aymonin      | França        | 6.22 | 6.37 | 6.31 | 6.37       |       |
| 14      | Jahisha Thomas              | Grã-Bretanha  | 6.33 | 6.20 | 6.34 | 6.34       |       |
| 15      | Lauma Grīva                 | Letônia       | 6.34 | 6.29 | 6.16 | 6.34       |       |
| 16      | Hafdís Sigurðardóttir       | Islândia      | 6.34 | 6.29 | 6.16 | 6.34       |       |
| 17      | Anasztázia Nguyen           | Hungria       | x    | 6.28 | x    | 6.28       |       |
| 17      | Jazmin Sawyers              | Grã-Bretanha  | x    | x    | 6.28 | 6.28       |       |
| 18      | Hanne Maudens               | Bélgica       |      |      |      | DNS        |       |

### Final
A final aconteceu às 18:00 no dia 3 de março de 2019. 
| Posição           | Atleta                      | Nacionalidade | #1   | #2   | #3   | #4   | #5   | #6   | Resultados | Notas           |
| ----------------- | --------------------------- | ------------- | ---- | ---- | ---- | ---- | ---- | ---- | ---------- | --------------- |
| Medalha de ouro   | Ivana Španović              | Sérvia        | 6.90 | 6.72 | 6.80 | 6.78 | 6.99 | –    | 6.99       | =               |
| Medalha de prata  | Nastassia Mironchyk-Ivanova | Bielorrússia  | 6.93 | x    | 6.89 | 6.77 | x    | x    | 6.93       | Recorde pessoal |
| Medalha de bronze | Maryna Bekh-Romanchuk       | Ucrânia       | x    | x    | 6.63 | 6.84 | 6.75 | 6.62 | 6.84       |                 |
| 4                 | Malaika Mihambo             | Alemanha      | 6.82 | x    | x    | 6.83 | x    | x    | 6.83       |                 |
| 5                 | Alina Rotaru                | Roménia       | 6.36 | x    | 6.64 | 6.57 | x    | 6.59 | 6.64       |                 |
| 6                 | Tania Vicenzino             | Itália        | 6.42 | 6.01 | 6.40 | 6.41 | 6.58 | 6.50 | 6.58       |                 |
| 7                 | Abigail Irozuru             | Grã-Bretanha  | 6.41 | x    | 6.50 | x    | 6.37 | 6.35 | 6.50       |                 |
| 8                 | Florentina Costina Iușco    | Roménia       | x    | x    | 6.39 | 6.28 | 6.49 | x    | 6.49       |                 |

Legenda
| Recorde mundial       | Recorde mundial (World record)               |                       | Recorde africano                      | Recorde africano (African) |                                           | Q | Classificado por posição (Qualified) |
| Recorde do campeonato | Recorde do campeonato (Championship record)  | Recorde da América    | Recorde da América (Americas)         | q                          | Classificado por melhor tempo (Qualified) |   |                                      |
| Melhor marca do ano   | Melhor marca do ano (World leading)          | Recorde asiático      | Recorde asiático (Asian)              | DNS                        | Não largou (Did not start)                |   |                                      |
| Recorde nacional      | Recorde nacional (National record)           | Recorde europeu       | Recorde europeu (European)            | DNF                        | Não terminou (Did not finish)             |   |                                      |
| Recorde pessoal       | Recorde pessoal do atleta (Personal best)    | Recorde da Oceania    | Recorde da Oceania (Oceania)          | DSQ / DQ                   | Desclassificado (Disqualified)            |   |                                      |
| Recorde da temporada  | Recorde da temporada do atleta (Season best) | Recorde sul-americano | Recorde sul-americano (South America) | NM                         | Sem marca (No mark)                       |   |                                      |